# カルロス・アランダ
カルロス・レイナ・アランダ（Carlos Reina Aranda, 1980年7月27日 - ）は、スペイン・マラガ出身の元サッカー選手。現役時代のポジションはフォワード、ミッドフィールダー。

## 経歴
レアル・マドリードの下部組織出身。トップチームでリーグ戦に出場した経験はないが、1999-2000シーズンと2001-02シーズンにそれぞれ1試合ずつ、UEFAチャンピオンズリーグ本戦グループリーグの試合に出場しており、この2シーズンにチームは8回目と9回目の優勝を飾っている。2002年1月、ソリアを本拠地とするCDヌマンシアに移籍した。シーズン終了後にビジャレアルCFに移籍したが出番は少なく、2003年1月にCDヌマンシアに復帰した。2004年にはセビージャFCに移籍し、UEFAカップのアレマニア・アーヘン戦で得点した。2005-06シーズンはアルバセテ・バロンピエにレンタルされた。
2006-07シーズン、移籍したレアル・ムルシアでプリメーラ・ディビシオン（1部）昇格を果たした。2007-08シーズンはグラナダ74CFでセグンダ・ディビシオンB降格を経験した。2008年、CDヌマンシアに移籍した。2008-09シーズンは19試合に出場して6得点した。2009年7月、3年契約でCAオサスナへ移籍。2009-10シーズンはマドリードに本拠地を置く3クラブ（ヘタフェCF、アトレティコ・マドリード、レアル・マドリード）すべてから得点を挙げたほか、チームトップの6アシストを決めた。